# Clidem
Clidem (en llatí Cleidemus, en grec Κλείδημος) fou un antic autor atenenc que va escriure sobre la història d'Àtica. Pausànies menciona un Cleitodem, que seria aquest Clidem, i diu que va ser l'escriptor més antic que va escriure sobre la història atenenca.
Ateneu li atribueix les següents obres:
- Ἐξηγητικός (Tractat exegètic). Suides el menciona. Hi ha qui creu que era una mena de lèxic, però sembla que era un tractat sobre ritus i cerimònies religioses.
- Ἀτθίς (Atthis). Un recull de llegendes i tradicions de l'Àtica, molt apreciat.
- Πρωτογονία (Protogonia "allò que va passar primer"). Sobre les antiguitats a l'Àtica
- Νόστοι. (Nóstoi "Tornada"). Sobre el retorn de Pisístrat del seu primer exili i el casament del seu fill Hiparc amb Fia, a la que va vestir com la deessa Atena.

Va viure fins a una data posterior al 479 aC, ja que va narrar la batalla de Platea, segons refereix Plutarc.